# Acer yangjuechi
Acer yangjuechi é uma espécie de árvore do gênero Acer, pertencente à família Aceraceae.